# 劉英 (前趙)
劉 英（りゅう えい、? - 312年）は、漢（後の前趙）の昭武帝劉聡の貴嬪（側室）。字は麗芳。皇后に追封され、武徳皇后（ぶとくこうごう）の諡号が贈られた。父は漢の太保（元西晋の大司馬司馬冏の属僚）であった劉殷。武宣皇后劉娥の姉である。美女として有名であった。また、政治に通じていた。

## 生涯
312年1月、呼延皇后が亡くなると、劉聡は劉英・劉娥を始め、劉殷の孫娘を後宮に入れようとしたが、同じ劉姓であったことから末弟の劉乂が兄を固く諫めた。劉聡は年老いた伯父の太宰劉延年・太傅劉景にこのことを問うと、劉景らは「臣は太保の劉殷が周王室系の劉の康公（姫季子）の子孫であると聞いております。陛下の家系とは違っておりますので、何の問題もないでしょう」と答えた。劉聡は大いに喜び、大鴻臚の李弘を遣わして劉英と劉娥を左右の貴嬪とし、昭儀より上位に置いた。また、劉殷の孫娘4人を貴人とし、貴嬪に次ぐ位とした。6人の劉氏への寵愛は後宮を傾けるほどであり、劉聡はめったに外へ出なくなり、政務を顧みなくなった。国事は全て中黄門が上奏して、左貴嬪となった劉英がこれを認可した。
6月、劉聡は貴嬪の劉英を皇后に立てようとした。だが、張皇太后が貴人の張徽光を皇后に立てるよう望んだため、やむなく従った。まもなく劉英は没した。
313年3月、張皇太后が崩じ、2日後に張徽光も急死した。同月、劉聡は劉英の妹の劉娥を皇后に立て、劉英も皇后に追封し、徳と諡した。

## 伝記資料
- 『晋書』劉聡載記
- 『晋書』列女伝
- 『資治通鑑』